# Satz von Harcourt

Satz von Harcourt mit positiven (blau) und negativen (rot) Abständen a', b' und c':

Der Satz von Harcourt ist eine Aussage in der Elementargeometrie, die eine Beziehung zwischen der Fläche eines Dreiecks und den Abständen seiner Eckpunkte von einer Tangente seines Inkreises beschreibt.
Bei einem beliebigen Dreieck ABC mit den Seitenlängen a, b und c seien a' , b'  und c'  die vorzeichenbehafteten Abstände der Eckpunkte A, B  und C von einer Tangente des Inkreises. Dann gilt, dass die Summe der Produkte von vorzeichenbehaftetem Abstand und Seitenlänge dem doppelten Flächeninhalt des Dreiecks entspricht:
{\displaystyle 2\cdot F=a\cdot a'+b\cdot b'+c\cdot c'}
Hierbei besitzt der Abstand ein positives Vorzeichen, wenn er sich auf derselben Seite der Tangente befindet wie der Inkreis, und ein negatives Vorzeichen, wenn er sich auf der anderen Seite der Tangente befindet.
Der Satz ist nach dem irischen Mathematikprofessor J. Harcourt (um 1900) benannt.

## Spezialfall
Wenn die Tangente mit der Geraden durch {\displaystyle A} und {\displaystyle B} zusammenfällt, so ist mit den obigen Bezeichnungen {\displaystyle a'=b'=0} und {\displaystyle c'} ist die Höhe {\displaystyle h_{c}}. Der Satz von Harcourt lautet in diesem Fall {\displaystyle 2\cdot F=c\cdot h_{c}} bzw. {\displaystyle \textstyle F={\frac {1}{2}}c\cdot h_{c}}. Das ist die bekannte Formel für den Flächeninhalt eines Dreiecks.